# Internationaler Friedenspreis (Weltfriedensrat)
Der Internationale Friedenspreis (auch Weltfriedenspreis genannt) wurde auf dem 1. Weltfriedenskongress (Paris, April 1949) ins Leben gerufen und erstmals auf dem 2. Weltfriedenskongress (Warschau, November 1950) an Künstler für besondere Leistungen um den Weltfrieden verliehen. Ab 1951 wurden die Preise vom (im Anschluss an den Warschauer Kongress konstituierten) Weltfriedensrat vergeben. Letztmals wurde der Internationale Friedenspreis 1956 verliehen.
Im November 1957 lehnte der nominierte Bertrand Russell die Annahme des Preises ausdrücklich ab.